# Chowol (métro de Séoul)
Chowol (hangeul : 초월 ; hanja : 草月) est une station de passage de la ligne Gyeonggang du métro de Séoul. Elle est située au 1066 Gyeongchung-daero, village Ssangdong-ri et bourg Chowol-eup de la ville Gwangju-si, sur le territoire de la province Gyeonggi-do, au sud-est de Séoul, en Corée du Sud.
Ouverte en 2016, la station est desservie par les rames omnibus qui circulent sur la ligne Gyeonggang.

## Situation sur le réseau

Plan du réseau (2023)

La station, établie en souterrain, Chowol est une station de passage de la ligne Gyeonggang du métro de Séoul : elle est située entre la station Gyeonggi Gwangju, en direction du terminus nord Pangyo, et la station Gonjiam en direction du terminus sud-est Yeoju.

## Histoire
La station Chowol est mise en service le 24 septembre 2016, lors de l'ouverture à l'exploitation de la ligne Gyeonggang,,.

## Services aux voyageurs

### Accès et accueil
Accessible au 10 Gwangjuyeok-ro, quartier Yeok-dong, elle dispose de deux accès numérotés 1 et 2. la ligne passant en demi sous-sol, la salle d'accueil est au premier étage et voies et quais au premier sous-sol. Elle est organisée avec deux quais latéraux encadrant les deux voies de la ligne. Comme les autres stations elle est équipée d'une billetterie par automates pour les titres de transports.

Installations
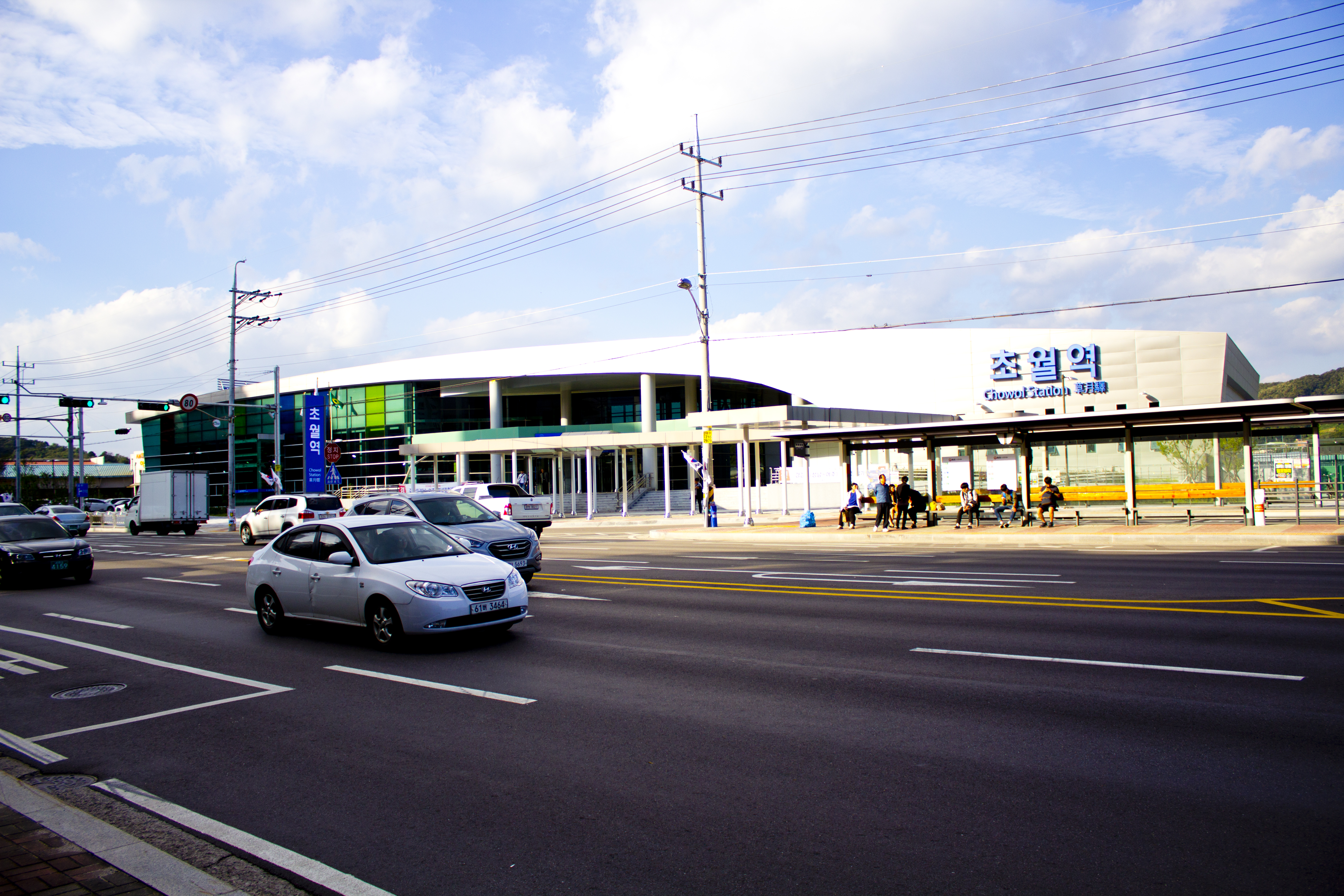
En 2016.
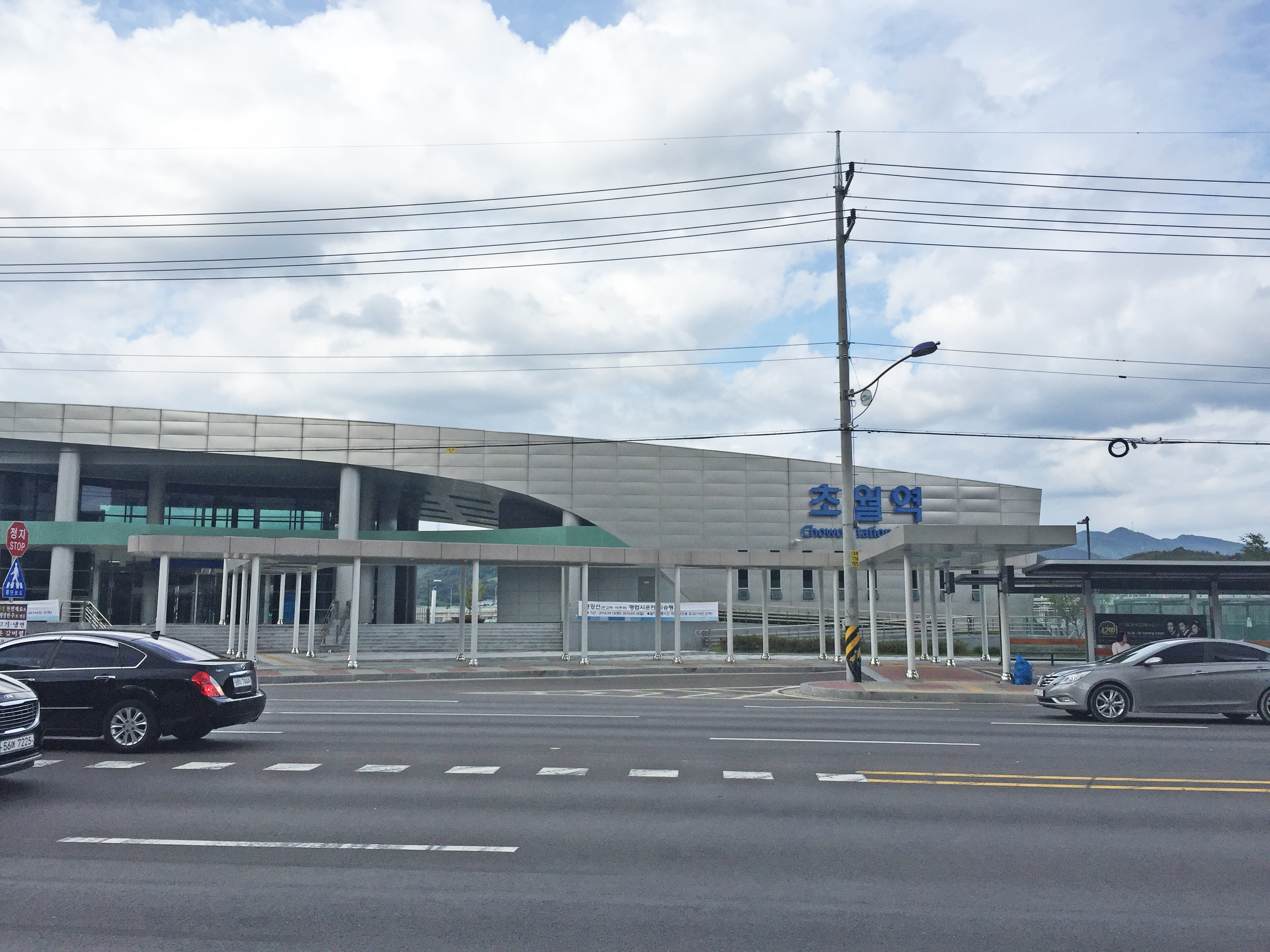
En 2016.
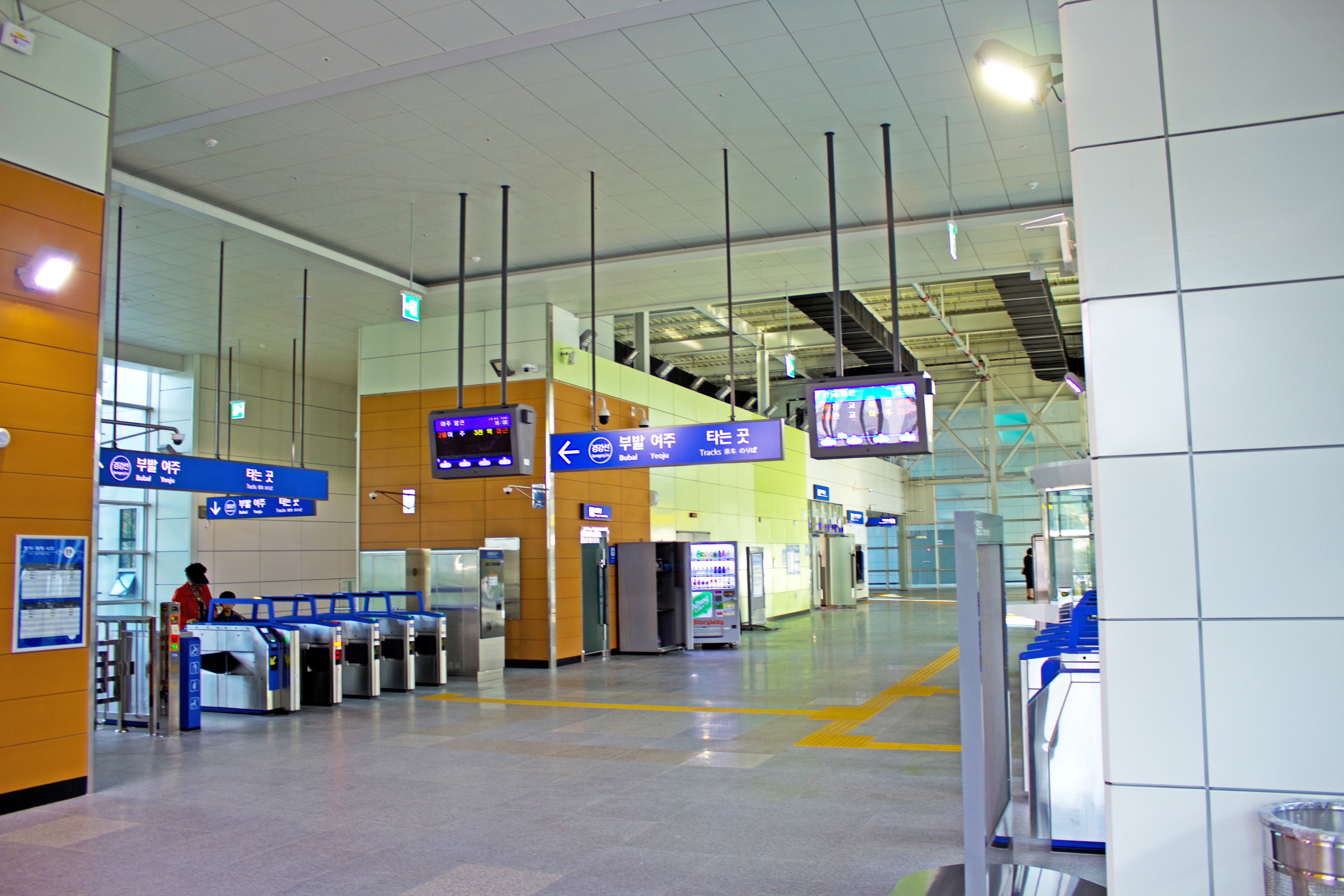
En 2016.

### Desserte
Chowol est desservie par les rames omnibus qui circulent sur la ligne. Les quais sont équipés de portes palières.

### Intermodalité
Des arrêts de bus sont situés à proximité.